# Caso United States v. Eichman
United States v. Eichman (1990), foi um caso da Suprema Corte dos Estados Unidos que, por uma decisão de 5 a 4, invalidou uma lei federal contra a profanação da bandeira nacional como uma violação da liberdade de expressão sob a Primeira Emenda. Foi discutido junto com o caso United States v. Haggerty. Baseou-se na opinião proferida na decisão da corte no ano anterior em Texas v. Johnson (1989), que invalidou com base na Primeira Emenda um estatuto do estado do Texas que proibia a queima de bandeiras.